# アシャ・パレク
アシャ・パレク（Asha Parekh、1942年10月2日 - ）は、インドのヒンディー語映画で活動した女優、映画監督、映画プロデューサー。40年間のキャリアの中で85本以上の映画に出演し、フィルムフェア賞を2回受賞しており、1992年にパドマ・シュリー勲章を授与されたほか、2022年にはダーダーサーヘブ・パールケー賞を受賞している。また、2017年には自伝『The Hit Girl』が出版された。

## 生い立ち
1942年10月2日にボンベイ郊外のサンタクルズに暮らすグジャラート人中流家庭に生まれる。母スダー（サルマ・パレク）はボーリー・ムスリム、父バチュバーイー・パレクはヒンドゥー教徒のグジャラート人である。アシャ・パレクは幼少期から母親の勧めで古典舞踊を学んでいた。

## キャリア

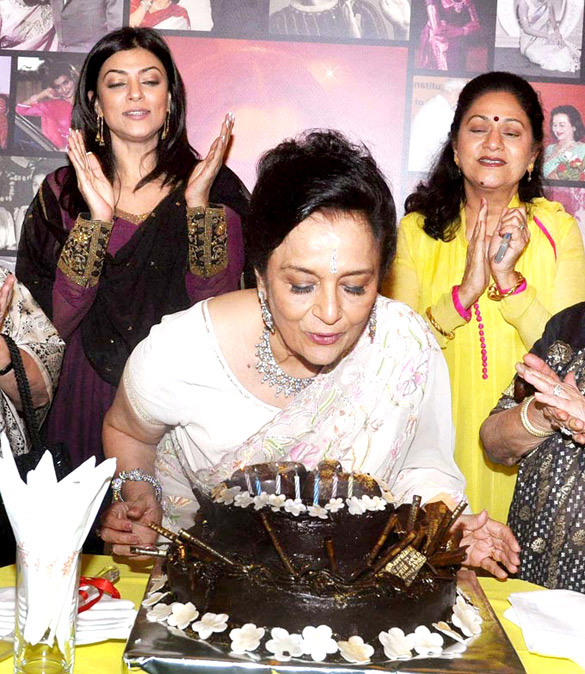
70歳の誕生日を迎えるアシャ・パレクと祝福するスシュミタ・セン、アルナ・イラニ（2012年）

アシャ・パレクが出演する舞台を観賞したビマル・ロイは彼女のダンスに感銘を受け、監督作『Maa』『Baap Beti』に起用した。映画界に進出した彼女は「ベイビー・アシャ・パレク（Baby Asha Parekh）」の芸名を名乗り数本の映画に出演したが、『Baap Beti』の興行的な失敗もあり、学業に専念するために映画界から離れた。その後、16歳になったアシャ・パレクは映画界への復帰を目指して『Goonj Uthi Shehnai』に出演するが、監督のヴィジャイ・バットから「スクリーン上での存在感がない」と判断され降板となり、同作のヒロインにはアメータが起用された。しかし、この8日後にサシャダール・ムカルジー、スボード・ムカルジーとナーシル・フセインが手掛けるシャンミー・カプール主演作『Dil Deke Dekho』のヒロイン役に起用され、同作の出演を機にアシャ・パレクはスター女優の地位を確立した。
『Dil Deke Dekho』以降はナーシル・フセインの作品に頻繁に起用されるようになり、同作の公開直後には6本の映画（『Jab Pyar Kisi Se Hota Hai』『Phir Wohi Dil Laya Hoon』『Teesri Manzil』『Baharon Ke Sapne』『Caravan』）に出演し、1984年の『マンジル・マンジル』にもカメオ出演している。このほかに『Baharon Ke Sapne』など合計21本の映画に起用されている。キャリアの初期はグラマラスな女性、ダンサー、おてんば娘の役柄を中心に演じていたが、ラージ・コースラーの『Do Badan』『Chirag』では悲劇のヒロイン役を演じ、これ以降はシリアスな役柄でも知られるようになった。また、『Chirag』でフィルムフェア賞 主演女優賞、『Main Tulsi Tere Aangan Ki』でフィルムフェア賞 助演女優賞にノミネートされているなど批評的にも高い評価を得るようになった。さらにシャクティ・サマンタの『Pagla Kahin Ka』『Kati Patang』ではよりドラマティックな役柄を演じるようになり、『Kati Patang』でフィルムフェア賞主演女優賞を受賞し、『Udhar Ka Sindur』ではフィルムフェア賞助演女優賞にノミネートされた。人気女優の地位を確立したアシャ・パレクは、ヴィジャイ・アーナンドやモーハン・セーガルなど著名な監督の作品に何度も起用されるようになった。また、ヒンディー語映画でのキャリアを確立する一方、1963年にはグジャラート語映画『Akhand Saubhagyavati』に出演して興行的な成功を収めている。このほか、パンジャーブ語映画『Kankan De Ohle』『Lambhardarni』でそれぞれダルメンドラ、ダラ・シンと共演しており、1984年にはカンナダ語映画『Sharavegada Saradara』にも出演した。この時期にはデーヴ・アーナンド、シャンミー・カプール、ラージェーシュ・カンナーなどの人気俳優と数多く共演している。しかし、1970年代に入るとムムターズ、シャルミラ・タゴールなど若手女優の台頭により主演女優としての活動は縮小していった。
キャリアの後半では義姉妹役や母親役など助演女優として活動し、代表作にはアミターブ・バッチャンと共演した『Kaalia』が挙げられるが、アシャ・パレク自身はこれらの役柄を演じた時期を「キャリアの中で厄介な時期だった」と語っている。そのため、友人たちからは映画出演を止めてテレビドラマの監督に転向するように勧められ、1990年代にグジャラート語テレビドラマ『Jyoti』で監督デビューした。その後は製作スタジオ・アクルティを設立し、『Palash ke Phool』『Baaje Payal』『Kora Kagaz』『Dal Mein Kaala』などのテレビドラマを製作した。また、1994年から2000年にかけて映画芸術家協会長、1998年から2001年にかけて中央映画認証委員長を歴任した。1990年代に入ると老婆役を演じることが多くなったため、次第に映画界から距離を置くようになり、その後はダンサーとしての活動や慈善事業、バンガローの経営などに専念するようになり、2008年にリアリティ番組『Tyohaar Dhamaaka』の審査員を務めたのを最後に女優業を引退した。

## 私生活
1970年代には結婚の申し込みが複数あったが、いずれも固辞しており未婚のままとなっている。彼女は自伝『The Hit Girl』の中で、既婚者だったナーシル・フセインと恋愛関係にあった事実を認めているが、双方の家族に配慮して結婚することはなかったと語っている。その後、ナーシル・フセインが妻と死別してから人前に姿を現さなくなったこともあり、晩年は会うこともなくなったと語っているが、彼が死去する前日に会っていたことが判明している。また、長年交際していた男性がいたことも明かしているが、その男性については「よい思い出だった」と語るのみで具体的な言及は避けている。このほか、アメリカ在住のインド人教授と結婚直前まで話が進んだものの、彼がほかの女性との交際関係を優先したことで破談になっている。一時期は養子を迎えることを考えていたが、その子供が先天的な異常を抱えていたことから医師に反対されたため、養子縁組を断念している。

## 評価

### 人物評

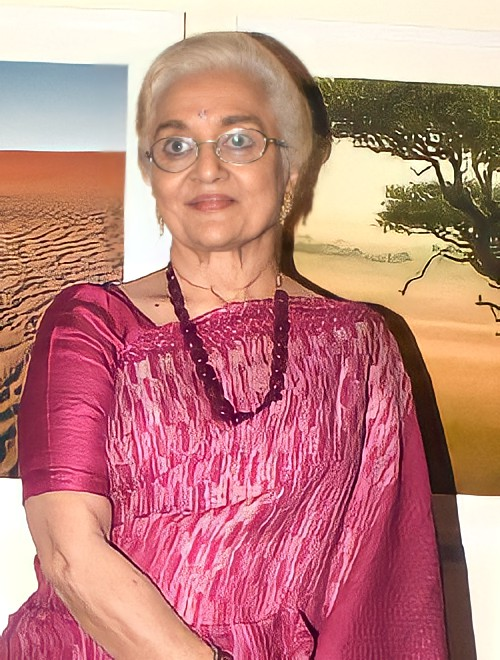
アシャ・パレク（2019年）

アシャ・パレクはインド映画史上最も偉大な俳優の一人に挙げられている。2009年の第40回インド国際映画祭では芸歴50周年を記念する表彰が行われ、2022年には『アウトルック』の「ボリウッド女優ベスト75」の一人に選ばれており、第53回インド国際映画祭では彼女の功績を称える回顧展が開催され、主演作3本が上映された。彼女は1960年代後半から1970年代前半にかけて最も出演料が高額だった女優の一人でもあり、『Box Office India』の「トップ女優リスト」に1966年から1972年にかけて7回ランクインしており、このうち1967年と1968年は第1位に選出されている。また、バンドスタンド・プロムナードにかつて設置されていたウォーク・オブ・ザ・スターズには、彼女の手形が設置されていた。
『フィルムフェア』のファルハーナー・ファールークは「彼女は間違いなく、ほかの女優たちとは一線を画す存在だった。アシャ・パレクはスターダムと、それに包まれた栄光というパラダイムを超越していた。彼女は様々な色を持つ中身の濃い女性だった」と批評し、『ファーストポスト』のゴータム・チンタマニは「銀幕を飾った偉大なムービースターの一人」と批評している。また、『アウトルック』は「パレクは衝撃的なダンス映画に出演したことでスターとなった」、『ザ・ステイツマン』は「パレクはヒンディー語映画の黄金時代に数々のヒット作を生み出し、ボリウッドのジュビリー・ガールの名前を手に入れた」と批評している。このほか、『インディアン・エクスプレス』のアルシ・ジャインは「パレクは快活、ファッショニスタ、陽気、ダンサー、グラマラス・ガールといった言葉で形容される。彼女は型破りな役柄で1960年代を代表する主演女優の一人になるまでの間、多くの苦労を経験してきた」と批評している。

### 受賞歴

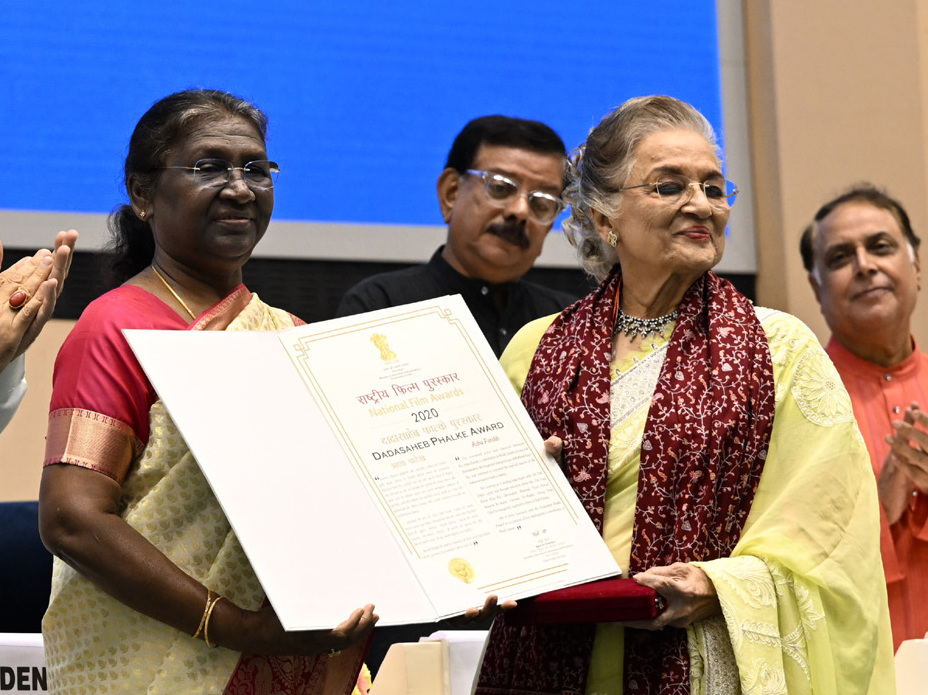
ダーダーサーヘブ・パールケー賞を受賞するアシャ・パレク（2022年）

| 年                                              | 部門                                               | 作品                          | 結果       | 出典   |
| 栄典                                            | 栄典                                               | 栄典                          | 栄典       | 栄典   |
| ----------------------------------------------- | -------------------------------------------------- | ----------------------------- | ---------- | ------ |
| 1992年                                          | パドマ・シュリー勲章                               | N/A                           | 受賞       | [ 40 ] |
| 国家映画賞                                      |                                                    |                               |            |        |
| 2022年                                          | ダーダーサーヘブ・パールケー賞                     | N/A                           | 受賞       | [ 41 ] |
| フィルムフェア賞                                |                                                    |                               |            |        |
| 1970年                                          | 主演女優賞                                         | 『Chirag』                    | ノミネート | [ 42 ] |
| 1972年                                          | 主演女優賞                                         | 『Kati Patang』               | 受賞       | [ 42 ] |
| 1977年                                          | 助演女優賞                                         | 『Udhar Ka Sindur』           | ノミネート | [ 42 ] |
| 1979年                                          | 助演女優賞                                         | 『Main Tulsi Tere Aangan Ki』 | ノミネート | [ 42 ] |
| 2002年                                          | 生涯功労賞                                         | N/A                           | 受賞       | [ 43 ] |
| グジャラート州映画賞                            |                                                    |                               |            |        |
| 1963年                                          | 主演女優賞                                         | 『Akhand Saubhagyavati』      | 受賞       | [ 44 ] |
| マハーラーシュトラ州映画賞                      |                                                    |                               |            |        |
| 2024年                                          | ラージ・カプール生涯功労賞                         | N/A                           | 受賞       | [ 45 ] |
| インド・テレビジョン・アカデミー賞              |                                                    |                               |            |        |
| 2005年                                          | 名誉スクロール賞                                   | N/A                           | 受賞       | [ 46 ] |
| インド商工会議所連盟                            |                                                    |                               |            |        |
| 2005年                                          | 生ける伝説賞                                       | N/A                           | 受賞       | [ 47 ] |
| ピンクヴィッラ・スクリーン&スタイル・アイコン賞 |                                                    |                               |            |        |
| 2023年                                          | スーパー・スタイリッシュ・エターナル・レジェンド賞 | N/A                           | 受賞       | [ 48 ] |
| 生涯功労賞                                      |                                                    |                               |            |        |
| 2004年                                          | カラカール賞                                       | N/A                           | 受賞       | [ 49 ] |
| 2006年                                          | 国際インド映画アカデミー賞                         | N/A                           | 受賞       | [ 50 ] |
| 2007年                                          | プネー国際映画祭                                   | N/A                           | 受賞       | [ 51 ] |
| 2009年                                          | ナーシク国際映画祭                                 | N/A                           | 受賞       | [ 52 ] |
| 2011年                                          | ジャイプル国際映画祭                               | N/A                           | 受賞       | [ 53 ] |
| 2015年                                          | スターダスト・アワード                             | N/A                           | 受賞       | [ 54 ] |
| 2019年                                          | ビマル・ロイ記念賞                                 | N/A                           | 受賞       | [ 55 ] |